# Sunifred II z Urgell
Sunifred II (ur. ok. 880, zm. 948) – hrabia Urgell w latach 898–948 z dynastii Urgel.
Był trzecim synem Wilfreda Włochatego, pierwszego niezależnego hrabiego Barcelony i jego żony Guinidildy, córki hrabiego Flandrii Baldwina I Żelazne Ramię. Jego starszymi braćmi byli Wilfred Borrell II i Sunyer I, a młodszym – m.in. Miro II z Cerdanyi i biskup Urgell Rudolf. Przed 897 Sunyer został mianowany przez ojca hrabią Urgell. Wskutek podziału dóbr po śmierci ojca w 898 roku Sunifred otrzymał hrabstwo Urgell, Miro - Conflent i Cerdanyę, natomiast dwaj starsi bracia mieli wspólnie rządzić główną częścią hrabstwa (Barceloną), a także Osoną i Gironą. W 914 roku dołączył do kościelnej komisji, która odnawiała zniszczone monastery i wspierał je finansowo.
Zmarł bez męskiego potomka w 948 roku. Był ożeniony z Adelajdą z Barcelony, z którą miał syna Borrella (zm. po 936), zapewne zmarłego przed ojcem. Wobec faktu, że jego brat Sunyer zdążył już abdykować, władza nad Urgell przeszła na rządzących wspólnie jego synów – Miro i Borrella II.